# Taft Southwest, Texas
Taft Southwest là một nơi ấn định cho điều tra dân số (CDP) thuộc quận San Patricio, tiểu bang Texas, Hoa Kỳ. Năm 2010, dân số của nơi này là 1460 người.

## Dân số
- Dân số năm 2000: 1721 người.
- Dân số năm 2010: 1460 người.